# Zecchino d'Oro 1994
Il trentasettesimo Zecchino d'Oro si è svolto a Bologna dal 24 al 27 novembre 1994.
È stato presentato da Cino Tortorella e Maria Teresa Ruta.
Il Fiore della solidarietà del 1994 fu dedicato alla ricostruzione in Ruanda. Poco prima della trasmissione ci fu l'Alluvione del Piemonte, quindi si decise di destinare parte dei fondi alle popolazioni alluvionate.

## Brani in gara
- Antenne blu (La ronda de los niños) ( Uruguay) (Testo: Mariana Ingold Barbé, Testo italiano: Fernando Rossi/Musica: Mariana Ingold Barbé) - Laura Ingold (7 anni)
- Bianco con il giallo (Testo: Cheope/Musica: Renato Pareti) - Sara Garau (6 anni) e Valeria Rofrano (3 anni)
- Cipro (Η Κύπρος η πατρίδα μου) ( Cipro) (Testo: George Serdharis, Testo italiano: Giorgio Calabrese/Musica: Christos Philippou) - Natali Zenonos (6 anni) (Ναταλί Ζήνωνος)
- Giochiamo alle cose (Testo: Cheope/Musica: Renato Pareti) - Serena Arco (7 anni) ed Eleonora Epifani (5 anni)
- Goccia dopo goccia (Testo: Emilio Di Stefano/Musica: Franco Fasano) - Marco Barbera (8 anni), Alex Rossi (7 anni) e Natascia Tarturo (8 anni)
- I folletti d'Islanda (Íslandsvísur) ( Islanda) (Testo: Valgeir Skagfjörð, Testo italiano: Sandro Tuminelli/Musica: Valgeir Skagfjörð) - Sara Dís Hjaltested (8 anni)
- Il cestino dei sogni (Basket of dreams) ( Stati Uniti) (Testo: Chiara Waller, Testo italiano: Francesco Rinaldi/Musica: Chiara Waller) - Alessia Waller (7 anni)
- La canzone (Esta é uma canção de embalar) ( Portogallo) (Testo: Maria José Rouxinol, Testo italiano: Giorgio Calabrese/Musica: Victor Dias) - Marina Oliveira Pacheco (8 anni)
- La terra è una palla (Testo: Sergio Menegale/Musica: Sergio Menegale) - Alessandra Nocchi (9 anni)
- Ma che pizza (Testo: Salvatore De Pasquale/Musica: Salvatore De Pasquale, Silvio Amato) - Antonella Di Donato (5 anni), Marco Fantini (5 anni) e Pietro Lavalle (5 anni)
- Metti la canottiera (Testo: Vito Pallavicini/Musica: Pino Massara) - Leonardo Curcio (6 anni)
- Scuola rap (Testo: Maria Cristina Misciano/Musica: Umberto Napolitano, Antonio Summa) - Claudia Sorvillo (8 anni) ed Assia Veneruso (8 anni)
- Se voglio (Sõit pilvelaeval) ( Estonia) (Testo: Leelo Tungal, Testo italiano: Sandro Tuminelli/Musica: Valter Ojakäär) - Liisi Koikson (11 anni)
- Solidarietà (ﻭﺭﺩﺓ ﺟﻤﻴﻟﺔ) ( Egitto) (Testo: Salama El Tawil, Testo italiano: Alberto Testa/Musica: Salama El Tawil) - Ragui Hisham Farouk (7 anni)

## Curiosità
Oltre agli interpreti elencati sopra, sono stati selezionati altri due bambini, i quali hanno svolto il ruolo di "riserve", in caso qualche bambino si fosse ammalato nel momento della diretta; in particolare abbiamo Giulio Bortolaso (4 anni di Vicenza, divenuto famoso per la sua curiosa conoscenza della geografia) che era la riserva per le canzoni italiane, mentre Martina De Foresta (3 anni di Reggio Calabria) era la riserva per le canzoni straniere.